# Nikos Zarndinidis
Nikos (Nikolaos) Zarndinidis, gr. Νίκος (Νικόλαος) Ζαρντινίδης (ur. 22 stycznia 1917 w Salonikach, zm. 18 lutego 2001) – grecki polityk, działacz sportowy i wojskowy, parlamentarzysta krajowy i eurodeputowany, w latach 1977–1980 minister prac publicznych.

## Życiorys
Ukończył szkołę handlową w Salonikach. Przed wybuchem II wojny światowej był oficerem rezerwy w Kawali. Podczas wojny walczył w oddziale piechoty w Albanii, brał także udział w ruchu oporu. Od 1944 służył w armii jako ochotnik m.in. w centrum informacyjnym w Ewros, odszedł z niej w 1950 w stopniu majora. W młodości aktywnie uprawiał wioślarstwo i koszykówkę, został mistrzem kraju w pierwszej dyscyplinie oraz graczem X.A.N. Saloniki. W późniejszym okresie został prezesem klubu PAE Iraklis 1908 oraz organizacji nurków w rodzinnym mieście. Od 1957 do 1958 kierował zarządem portu w Salonikach.
Od 1955 do 1963 zasiadał w Parlamencie Hellenów z ramienia Partii Ludowej. Później m.in. kierował 39. Międzynarodowymi Targami Handlowymi w Salonikach. Wstąpił do Nowej Demokracji. W latach 1974–1981 ponownie zasiadał w krajowej legislatywie I i II kadencji z okręgów obejmujących Saloniki. Od 1977 do 1980 zajmował stanowisko ministra transportu i robót publicznych w rządzie Konstandinosa Karamanlisa. Od 1 stycznia do 18 października 1981 wykonywał mandat posła do Parlamentu Europejskiego w ramach delegacji krajowej. Pozostał deputowanym niezrzeszonym, należał do Komisji ds. Polityki Regionalnej i Planowania Regionalnego.
Był żonaty z Anastasią, mieli dwoje dzieci. Jego imieniem nazwano jedną z salonickich ulic.